# Más fuerte que el amor
Más fuerte que el amor es una obra de teatro en cuatro actos de Jacinto Benavente, estrenada en 1906.

## Argumento
Carmen es una mujer dedicada a atender al enfermo Carlos, que la ama y en la que se refugia de su dolor. Ha sido la súplica de la madre de él, la Duquesa de Talavera, con la que tiene contraída una deuda de gratitud, lo que sitúa a Carmen en ese escenario. El empeoramiento de la enfermedad, agria el carácter de Carlos, que acusa a Carmen de sentir nostalgia por su antiguo amor, Guillermo. Ella, atormentada, escapa de la casa. Antes sin embargo de partir, Carlos implora el perdón, y Carmen retorna para acompañarlo en el último suspiro.

## Representaciones destacadas
- Teatro (Teatro Español, Madrid, 22 de febrero de 1906. Estreno). 
  - Intérpretes: María Guerrero (Carmen), Fernando Díaz de Mendoza (Carlos), María Cancio (Duquesa de Talavera), Luis Medrano, Nieves Suárez, Alfredo Cirera, Ricardo Vargas, Elena Salvador, José Santiago, Ricardo Juste.

- Teatro (Teatro Fontalba, Madrid, 1928)
  - Intérpretes: Margarita Xirgu (Carmen), Alfonso Muñoz (Carlos), Pascuala Mesa, Francisco López Silva, Carmen Carbonell, Luis Peña, Fernando Fresno.